# Walang Kapalit
Walang Kapalit é uma telenovela filipina produzida e exibida pela ABS-CBN, cuja transmissão ocorreu em 2007.

## Elenco
- Claudine Barretto - Melanie Santillian-Borromeo
- Piolo Pascual - Noel Borromeo
- Edu Manzano - Ariston Borromeo
- Dina Bonnevie - Agnes Borromeo
- Jodi Sta. Maria - Cynthia Bermudez-Borromeo